# Mard-e Khodā
Mard-e Khodā (persiska: مرد خدا) är en ort i Iran.   Den ligger i provinsen Kohgiluyeh och Buyer Ahmad, i den centrala delen av landet, 500 km söder om huvudstaden Teheran. Mard-e Khodā ligger 1 735 meter över havet och antalet invånare är 103.
Terrängen runt Mard-e Khodā är huvudsakligen kuperad. Mard-e Khodā ligger nere i en dal. Runt Mard-e Khodā är det ganska tätbefolkat, med 70 invånare per kvadratkilometer. Närmaste större samhälle är Sīsakht, 17,7 km nordost om Mard-e Khodā. Omgivningarna runt Mard-e Khodā är i huvudsak ett öppet busklandskap.